# Litaneutis sacrifica

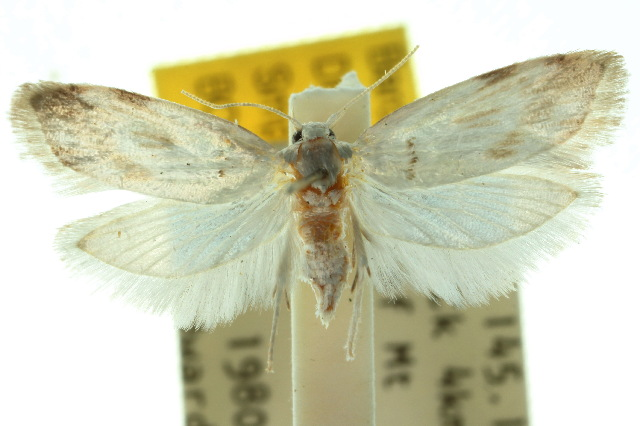

Litaneutis sacrifica là một loài bướm đêm thuộc họ Yponomeutidae. Nó được tìm thấy ở Úc.